# Isaac Kramsztyk
Isaac Kramsztyk (1814 - 24 septembre 1889, à Varsovie), rabbin réformé, prédicateur, avocat et écrivain polonais.

## Biographie
En 1861, pendant les événements menant à l'insurrection de janvier, en réponse à la brutalité des soldats russes et la profanation des églises, Kramsztyk se déclare solidaire des catholiques et ordonne la fermeture de toutes les synagogues de Varsovie. Il est également parmi les dignitaires présents aux funérailles des victimes des manifestations du 5 février. Les funérailles se transforment en une grande manifestation patriotique. Kramsztyk est arrêté et briévement emprisonné à la Citadelle de Varsovie.
En 1863, près le déclenchement de l'insurrection de janvier, Kramsztyk est de nouveau arrêté et déporté en Sibérie. Amnistié en mai 1867, il rentre à Varsovie, où il meurt en septembre 1889. Il est inhumé au Cimetière juif de Varsovie.
Il est le grand-père du peintre Roman Kramsztyk (1885-1942), mort assassiné dans le ghetto de Varsovie.